# Dayah Daboh
Dayah Daboh is een bestuurslaag in het regentschap Aceh Besar van de provincie Atjeh, Indonesië. Dayah Daboh telt 563 inwoners (volkstelling 2010).